# Galerosastra
Galerosastra es una género de insecto coleóptero de la familia Chrysomelidae.

## Especies
- Galerosastra multimaculata (Jacoby, 1886)
- Galerosastra sumatrana Jacoby, 1896